# 東京テアトル
東京テアトル株式会社（とうきょうテアトル、英: TOKYO THEATRES COMPANY, INCORPORATED）は、映画配給および映画館の運営、飲食店運営、不動産賃貸事業を中心とする日本の映画会社。かつてはセゾングループ傘下で西洋環境開発の子会社であった。その関係でパルコ、西友（LIVIN・WALK）、西武百貨店など元セゾングループの商業施設で多数の映画館を運営受託していた。

## 歴史
1946年（昭和21年）、吉岡重三郎によって東京興行株式会社として設立された。吉岡は阪急阪神東宝グループの小林一三の片腕であり、戦前には東京宝塚劇場（のち東宝）社長、後楽園スタヂアム社長、日活社長を務めた人物である。1949年（昭和24年）5月、東京証券取引所再開と同時に株式上場した。1955年（昭和30年）11月3日に映画館「テアトル東京」を銀座に開館、同時に東京テアトル株式会社に社名変更している。映画館、キャバレー、ボウリング場の運営を主な事業として手掛けてきた。しかしその後、ボウリングブームの終焉や、映画産業の斜陽化などから経営不振に陥った。テアトル東京も1981年（昭和56年）10月31日をもって閉館した。
そこで安定的な経営基盤の構築を目的に、テアトル東京跡地の再開発に際して当時の清水清秋社長から、セゾングループ総帥の堤清二に協力が要請され合意に至った。合意に則り、1983年に西武都市開発（のちの西洋環境開発）が増資して東京テアトル株式の37%を取得。再開発の主体を担い、1987年（昭和62年）1月、跡地にホテル西洋銀座、銀座セゾン劇場、銀座テアトル西友が入居する銀座テアトルビルが竣工した。これによって東京テアトルは、東邦生命保険とともに銀座テアトルビルの共同所有者となった。
1989年（平成元年）まで、西洋環境開発は東邦生命保険に次いで東京テアトルの2位株主であったが、その後セゾングループ各社の持株を集約して東京テアトルの筆頭株主となった。これにより、東京テアトルは西洋環境開発の子会社となりセゾングループ入りした。セゾングループ入りに伴い、グループ内の西武百貨店、西友、パルコが個々に運営していた映画興行の運営を受託した。

1999年（平成11年）に大株主であった東邦生命保険が業務停止命令を受け破綻。さらに翌2000年（平成12年）には西洋環境開発も経営破綻した。大株主の喪失は東京テアトルにも大きな影響をもたらし、東邦生命から銀座テアトルビルの土地と建物を購入したほか、同ビルでセゾングループが手掛けていた事業を引き継ぐなどのために新規融資を受けたため、ピーク時における借入金総額は220億円を超えた。また安定株主であった大株主の経営破綻によって株式が大量に市場に放出されたため、株価も急落する事態にも見舞われた。
銀座テアトルビル竣工以来、自己所有する歓楽街のテナントビルなどレジャー関連の不動産賃貸業とホテル運営が売上の柱となっていたが、世界金融危機による不況により2009年（平成21年）から2013年（平成25年）にかけて多くの事業整理に踏み切った。2013年（平成25年）5月にはホテル西洋銀座を閉館、同年6月には銀座テアトルビルを売却している。
その一方で、中古区分マンションを買取り、リフォーム後に販売するリニューアルマンション事業への進出、北海道内を中心とした「串鳥」など居酒屋の出店、また映画部門では既存の映画館に加え、運営受託したシネリーブルとシネカノンの映画館を「テアトルシネマグループ」のチェーンに組み込み、独立系の作品や配給会社の作品を中心とした映画作品の配給、上映の拡大などが行われている。

## 年表
- 1946年 - 東京興行株式会社として設立。テアトル銀座開館。
- 1949年 - 東京証券取引所に上場。
- 1955年 - 東京テアトル株式会社に社名変更。テアトル東京開館。
- 1957年 - テアトル新宿開館。
- 1973年 - 新宿区歌舞伎町にキャバレー「クラブハイツ」開館。
- 1981年 - テアトル東京閉鎖。
- 1984年 - キネカ大森開館。
- 1987年 - 銀座セゾン劇場（後のル テアトル銀座 by PARCO）、銀座テアトル西友（後の銀座テアトルシネマ）開館。
- 1988年 - テアトル新宿のミニシアターへのリニューアルと同時に「バビット」レーベルをスタートさせて洋画買付・配給業務を開始。
- 1990年 - テアトル梅田開館。
- 1993年
  - 2月 - 西友より映画館8館13スクリーン、西武百貨店より映画館3館4スクリーンの運営を受託[7]。
  - 9月 - パルコより映画館3館6スクリーンの運営を受託。
- 1998年 - 西友より映画館シネ・ヴィヴァン・六本木の運営を受託し、1999年末の再開発に伴う閉館まで運営。
- 1999年 - 松竹グループから『劇場版アンパンマンシリーズ』の映画配給権を移行（※後述）。
- 2007年 - アドホック債権回収株式会社の全株式を購入し、テアトル債権回収株式会社とする。
- 2009年 
  - 2月 - 歌舞伎町クラブハイツを閉店[7]。株式会社ティー・エー・ユニオン（現・東京テアトルリモデリング株式会社）の全株式を取得[7]。
  - 4月 - 日活より映画館5館19スクリーンの運営を受託[7]。
  - 12月 - シネカノン（翌年倒産）より映画館2館5スクリーンの運営を受託[7]。
- 2010年12月 - テアトル商事株式会社の清算結了。小売事業から撤退[7]。
- 2011年
  - 5月 - テアトルダイヤ閉館。
  - 6月 - 池袋ホテルテアトルを閉館[7]。
  - 9月 - パルコ調布キネマ閉館[8]。
- 2013年
  - 2月 - 札幌クラブハイツを閉館[7][9]。
  - 5月 - ホテル西洋銀座を閉館。ホテル事業から撤退[7]。
  - 6月 - 銀座テアトルビルを売却[7]。
- 2016年4月 - 株式会社テアトルダイニングを設立[7]。
- 2018年4月 - テアトル債権回収株式会社の全株式を譲渡しサービサー事業から撤退[7]。
- 2019年8月 - 株式会社テアトルプロモーション（現・株式会社西洋銀座）を設立[7]。
- 2020年6月 - アクシー株式会社の発行済株式の90%を譲受け連結子会社化[7]。
- 2022年2月 - 株式会社メディアボックスの清算結了[7]。

## 創業者
創業者の吉岡重三郎（1883 - 1969）は、大阪府の吉岡勘三郎の三男として生まれ、大阪高等商業学校在学中は野球部捕手として活躍。1909年に箕面有馬電気軌道（阪急電鉄の前身）に入社して営業を担当。1915年には同社が建設した豊中球場の活用策として全国中等学校優勝野球大会（現・全国高等学校野球選手権大会）を発案し開催した。阪急阪神東宝グループの創業者小林一三の片腕として40年以上仕え、東京宝塚劇場（のち東宝）社長、後楽園スタヂアム社長、日活社長（1941 - 45）を務め、1942年には大映の発起人に名を連ねるなど、戦前の映画・演劇・レジャー界で活躍した。 終戦後、公職追放となり隠居生活を送っていたが、戦後の荒廃した大衆生活に潤いをと、東京テアトルを設立、映画・演劇の斡旋興行を行いつつ自社映画館の設立に尽力し、銀座一丁目に「テアトル銀座」を開業した。当時、銀座で映画館は失敗するというジンクスがあったが、米国の封切作品の上映や一流設備の導入により成功した。長女初子の婿に子爵梅小路定行の次男・定美（1911- 1984、京都大学経済学部卒）を迎え、吉岡定美は重三郎の跡を継いで東京テアトルの社長、会長を務めた。姪に木谷千種がいる。

## 歴代社長
- 吉岡重三郎
- 吉岡定美
- 三橋三之助
- 清水清秋
- 三橋保
- 脇田勇
- 滝島優行
- 松下晴彦
- 前田稔
- 太田和宏

## 関連会社
連結子会社
- アクシー株式会社（映像関連事業）
- 株式会社西洋銀座（飲食関連事業）
- 札幌開発株式会社（飲食関連事業）
- 株式会社テアトルダイニング（飲食関連事業）
- テアトルエンタープライズ株式会社（不動産関連事業）
- 東京テアトルリモデリング株式会社（不動産関連事業）

過去の関連会社
- 株式会社メディアボックス

## 映画関連事業
映画館は「テアトルシネマグループ」と総称される

### 映画館
テアトル新宿（東京都新宿区。新宿テアトルビルの地下1階）
1968年12月5日のオープン当初は名画座だったが、1988年のリニューアル以降はミニシアター向けの作品を多く上映している。
キネカ大森（東京都品川区。西友大森店5階入居）
1984年3月30日、「日本初のシネマコンプレックス」の触れ込みでオープン。3スクリーン、243席。
テアトル梅田（2代目）（大阪市北区。梅田スカイビルタワーイースト3・4階）
2024年4月19日、シネ・リーブル梅田から改称。
京橋テアトル試写室（東京都中央区）
試写室。
備考
- 2009年4月、日活シネリーブル系3館と業務提携（シネリーブル池袋、梅田、神戸）。
- 2009年12月、シネカノン系2館と業務提携（ヒューマントラスト#ヒューマントラストシネマを参照）。
- 2022年1月、アップリンク京都の劇場運営業務を受託。

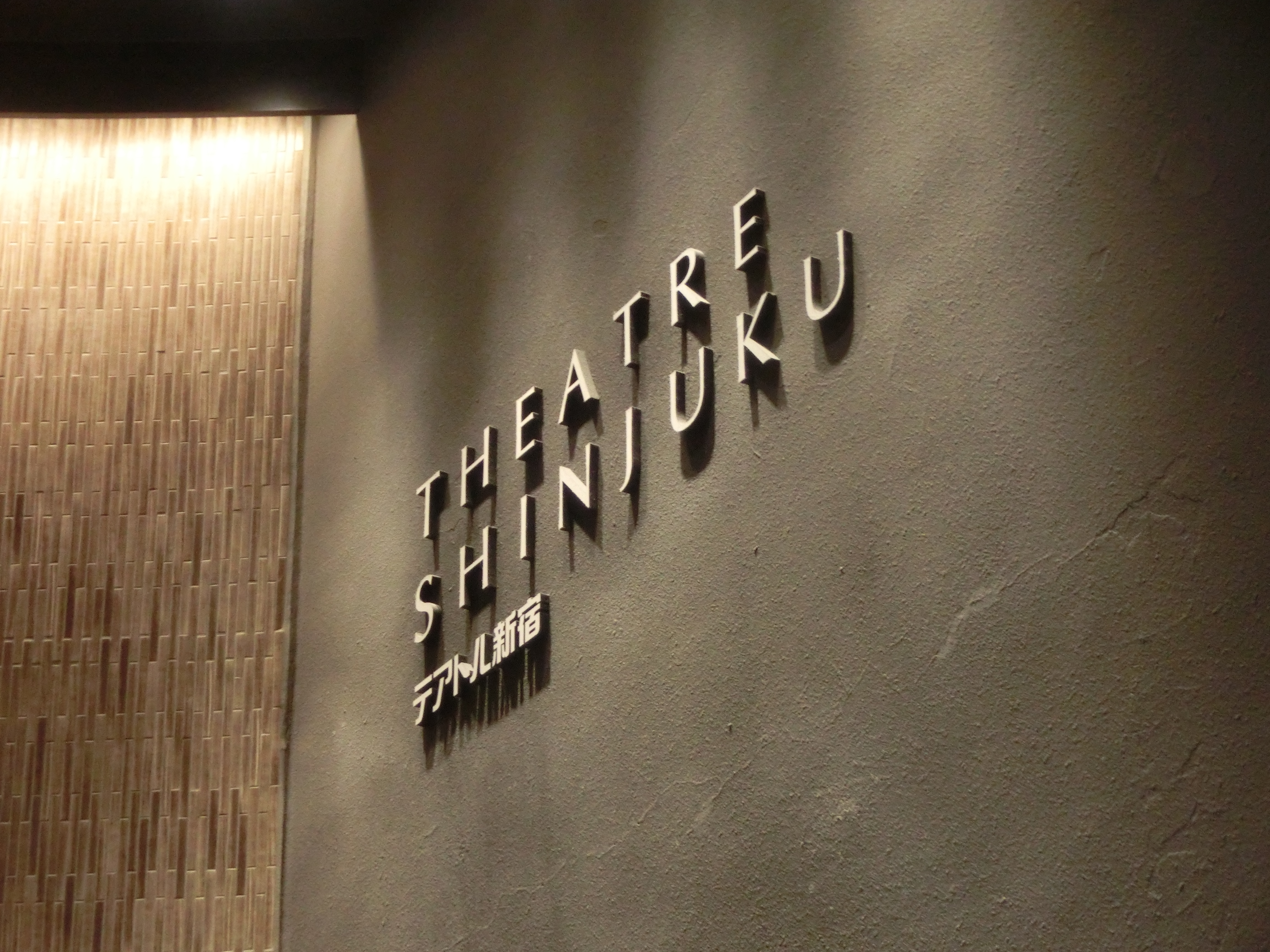
テアトル新宿の壁面ロゴ
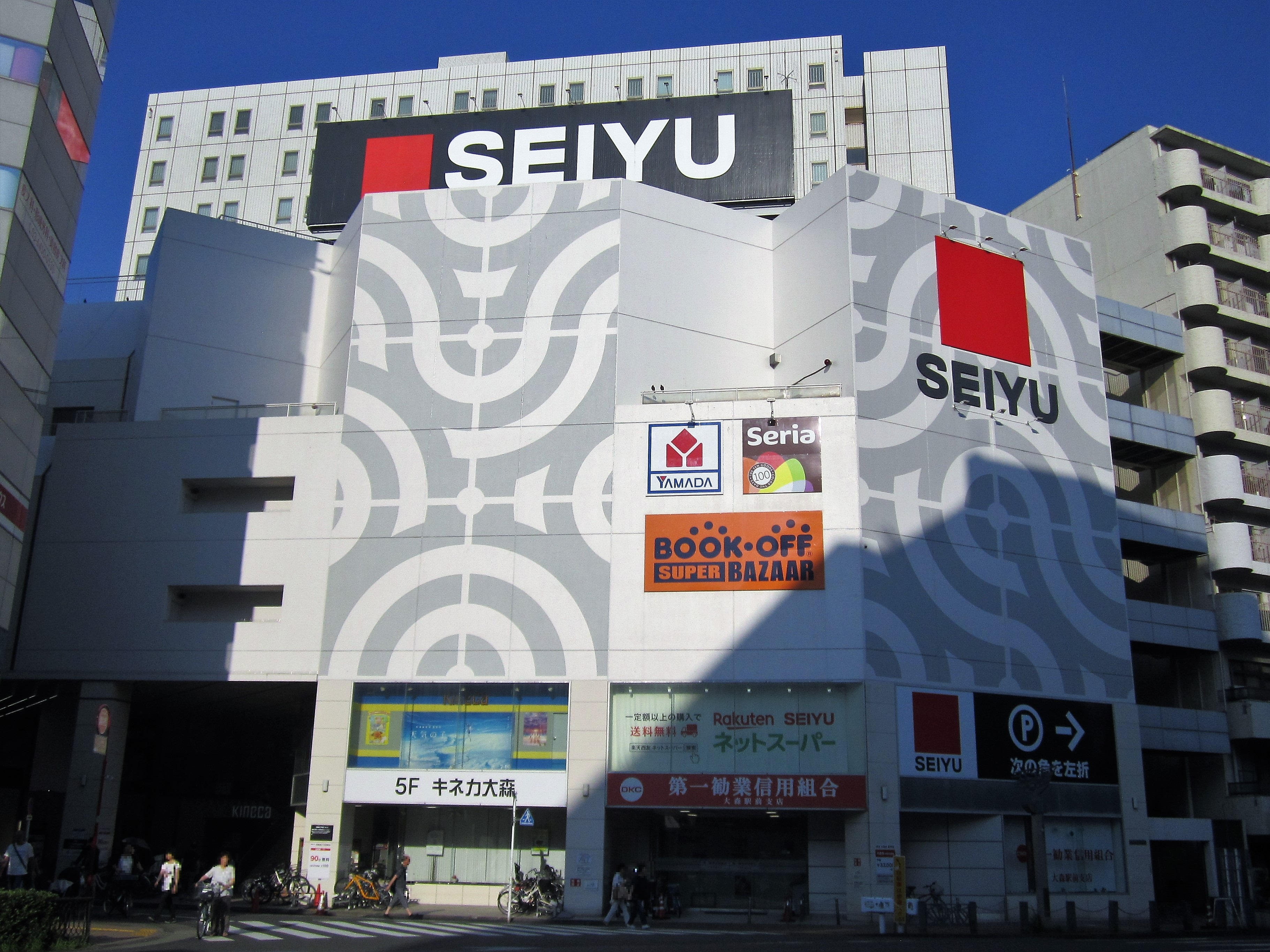
キネカ大森がある西友大森店

### 過去に運営していた施設

#### 劇場・映画館

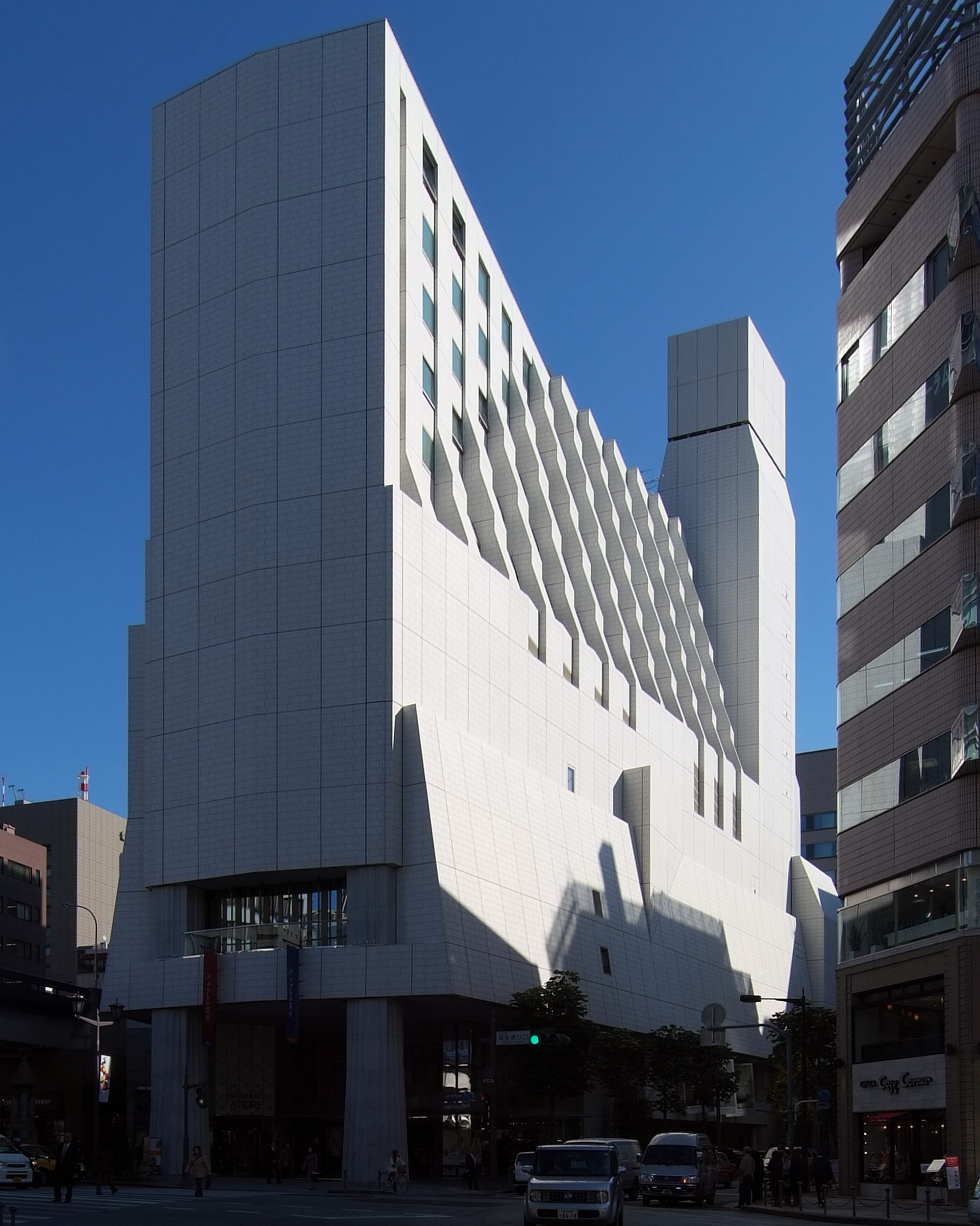
銀座テアトルビル

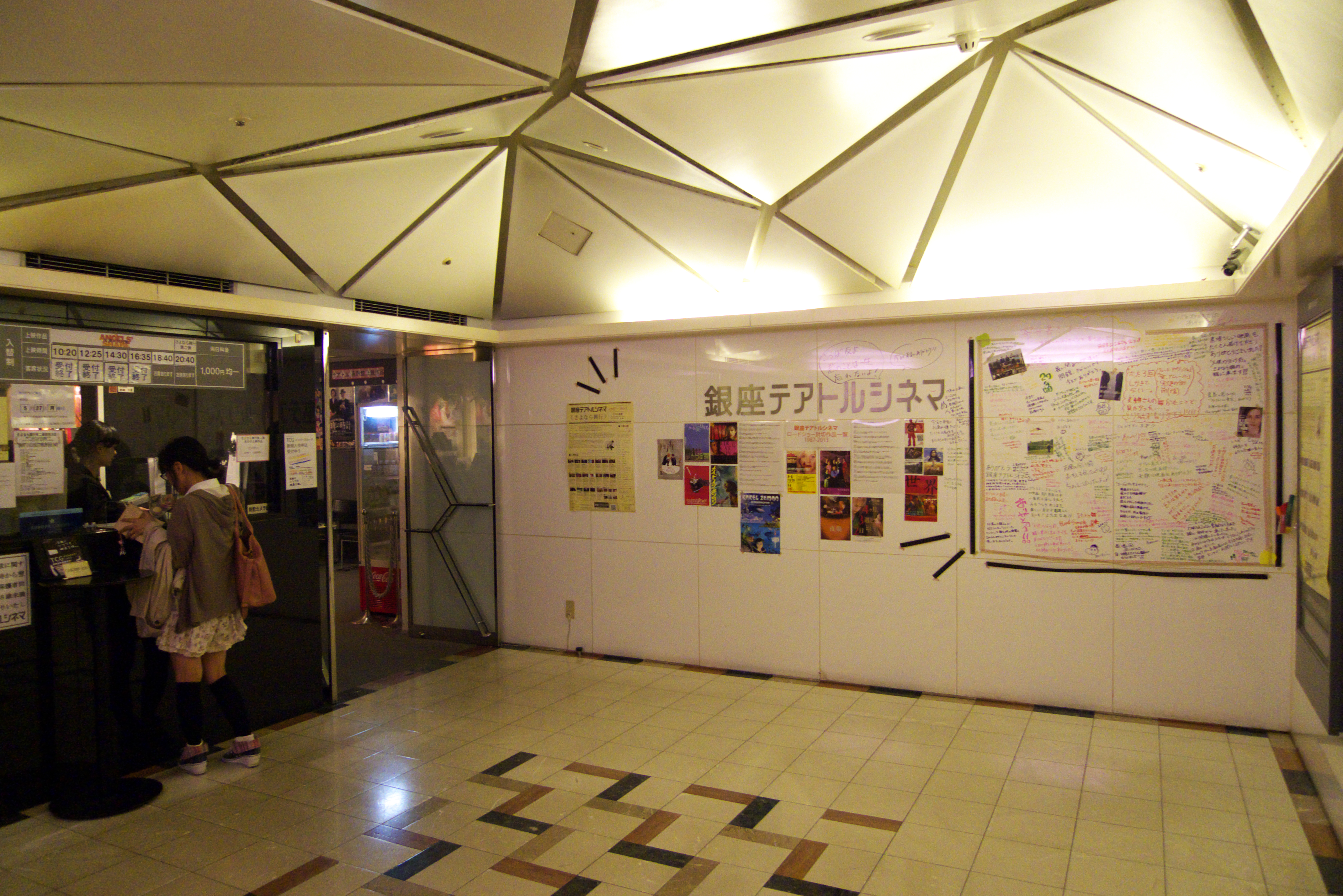
銀座テアトルシネマのエントランス（閉館間際の2013年）

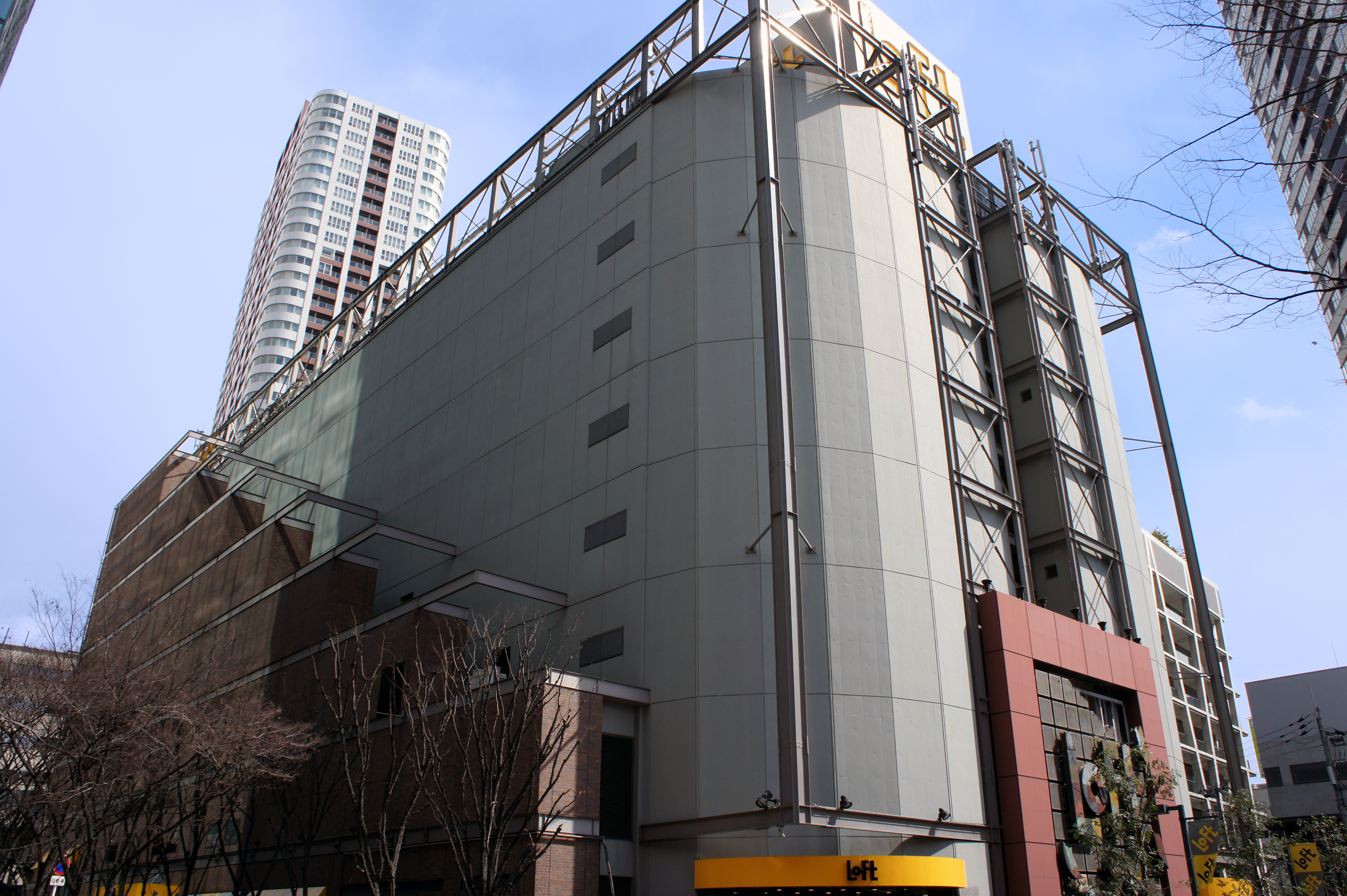
テアトル梅田（旧）があった梅田ロフト

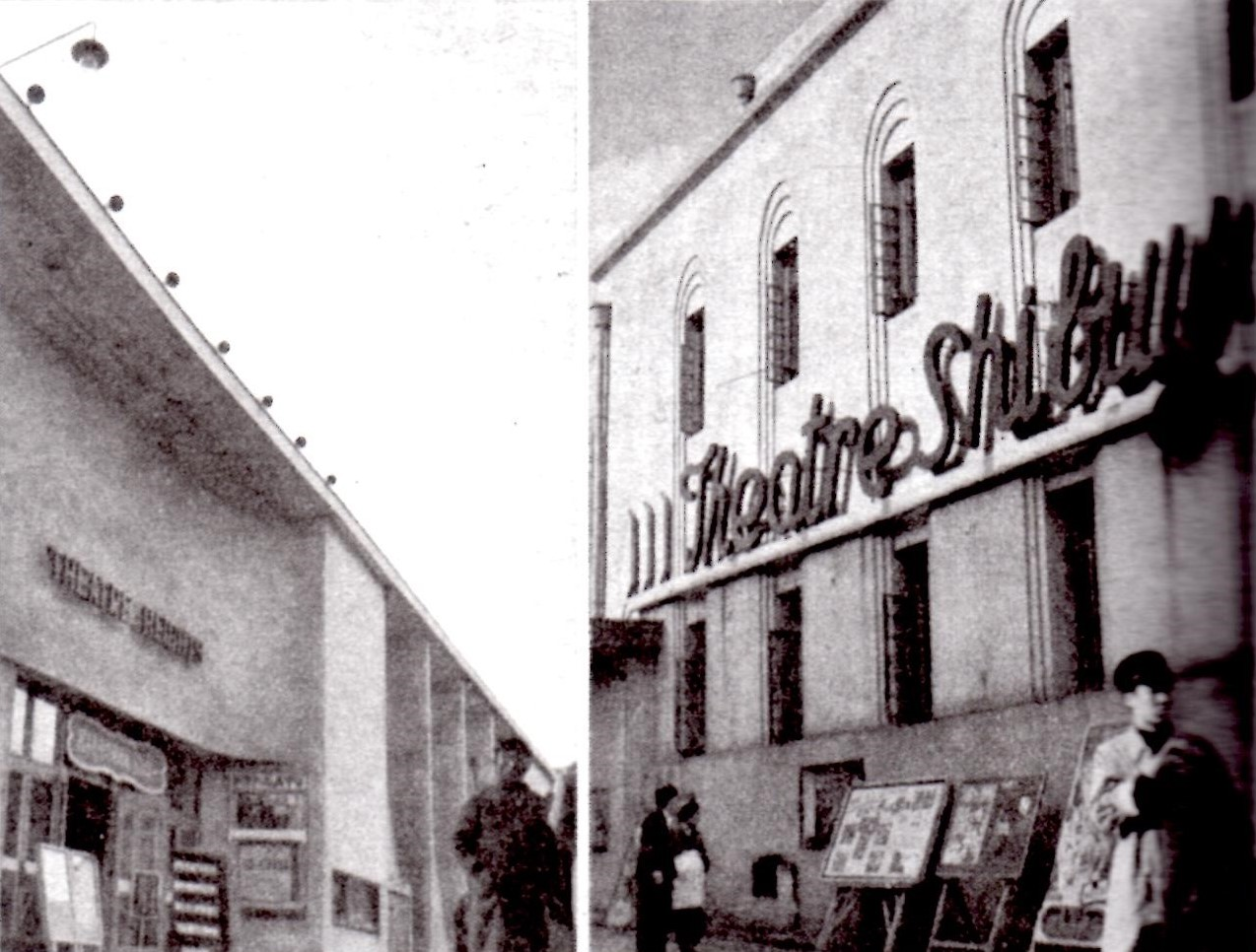
テアトルハイツ（写真左）とテアトル渋谷

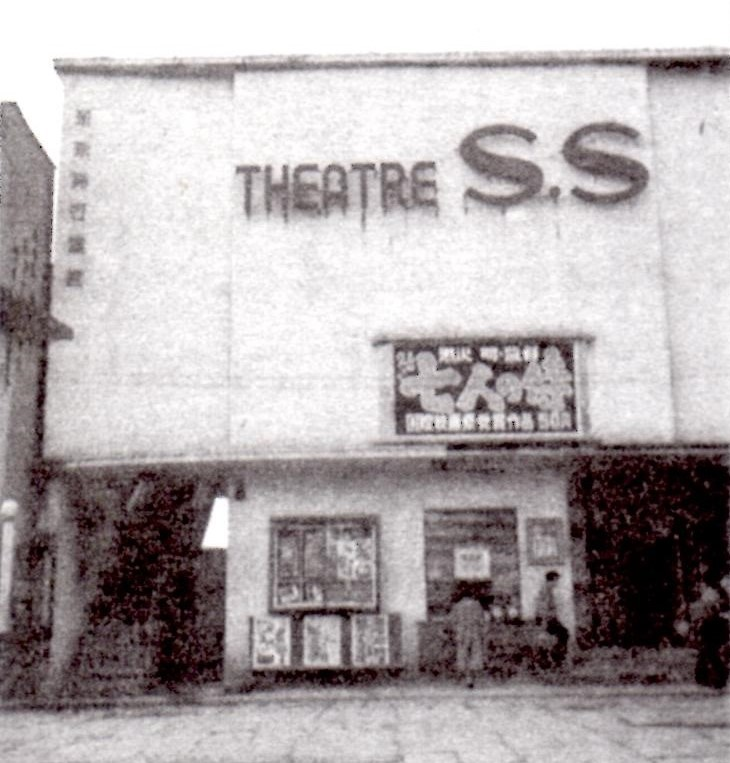
『七人の侍』（黒澤明監督）上映時のテアトルSS

新所沢レッツシネパーク
埼玉県所沢市緑町1丁目、新所沢パルコレッツ館4階。
1983年6月23日、新所沢パルコ開店に併せてオープンした、3スクリーンを有するショッピングセンター併設型、地域密着型のロードショー館。座席数は、レッドスポット：264席、グリーンスポット：200席、イエロースポット：185席。
1993年にパルコより東京テアトルに移管。2016年、約2か月半休館し全席プレミアムシート化などの大規模改装を行い、同年12月16日にリニューアルオープンした。座席数は半滅して、シアター1：136席、シアター2： 97席 、シアター3： 98席となった。しかし、2021年2月には新所沢パルコの3年後の全館営業終了が決まり、2024年2月29日をもって閉館した。
テアトル梅田（旧）
大阪市北区。梅田ロフト地下1階。1990年4月開館の映画館。関西地区唯一のテアトル系映画館。シアター1：96席、シアター2：60席。2022年9月30日閉館。
ル テアトル銀座 by PARCO
東京都中央区。銀座テアトルビル内にあった貸劇場。
2000年4月、銀座セゾン劇場から事業継承し改称。2007年、パルコに運営移管。ホテル西洋銀座などとともに2013年5月31日で営業を終了。
銀座テアトルシネマ
東京都中央区。銀座テアトルビル内にあった映画館。
1987年3月11日に西友が開館。開業当初の館名は「銀座テアトル西友」。2000年4月改称。2013年5月31日で営業を終了。
テアトルニュース劇場・テアトル三原橋（銀座シネパトス1）
東京都中央区銀座。
1952年4月、三原橋地下街にニュース映画専門館「テアトルニュース劇場」として開館。定員座席数380。1963年頃「テアトル三原橋」（252席、洋画を上映）と改称。恵通企業（現：ヒューマックス）に譲渡され1968年「銀座名画座」と改称。1988年7月に「銀座シネパトス1」と改称。2013年3月31日に閉館した。
パルコ調布キネマ
東京都調布市。調布パルコ6階
1993年にパルコから東京テアトルに移管。1989年5月25日の調布パルコ開店とともにオープン。139席。東宝系作品を中心に上映されていた。
閉館前年の2010年には調布市を舞台とした映画『ゲゲゲの女房』が劇場公開された。2011年9月11日をもって閉館。閉館当時は「映画のまち調布」を掲げる調布市内で唯一の映画館だった（6年後の2017年9月29日のトリエ京王調布開業に伴い、C館に「イオンシネマ シアタス調布」が開業している）。
池袋テアトルダイヤ（テアトルダイヤ）（2代目）
東京都豊島区東池袋1丁目、池袋ホテルテアトルの地下1階
1982年12月1日にサンシャイン60通り沿いにある「第一地所 池袋ビル」（のち「池袋ビル」、「池袋ホテルテアトル」が入居）の地下1階にて再開業した（当時の座席数は204席）。改装前はTOHOシネマズみゆき座やTOHOシネマズ六本木ヒルズ系作品を中心に上映していた。
2009年5月23日よりリニューアルのため休館、同年8月22日にリニューアルオープン。スクリーン（劇場）を分割して2スクリーン体制（143席、71席）となった。近隣運営館の「シネリーブル池袋」とともにミニシアター（インディペンデント）系作品の上映が中心となる。
2011年3月25日に家主のビルの建て替え計画に伴い同年5月29日の閉館を発表。5月21日からクロージング（リバイバル上映）イベントを実施。最終上映作品は、シネマ2は15時30分からの『鬼神伝』（関東地域でのファーストラン最終上映でもある）、シネマ1では18時15分からのクロージングイベントで吉浦康裕監督出席の上で上映された『イヴの時間』であった。「池袋ホテルテアトル」は6月1日のチェックアウト（5月31日宿泊分）を以て閉館した。
跡地は三井不動産が商業ビル三井ショッピングパーク「池袋グローブ」を開発。核テナントとなるユニクロが2014年3月14日にオープンした。
シネセゾン渋谷
東京都渋谷区道玄坂2丁目。ザ・プライム渋谷6階
1985年11月6日に西武百貨店により開館。開館記念上映作品が「そして船は行く」（監督：フェデリコ・フェリーニ）であるとおりミニシアター系映画館として運営されていたが、1989年2月からの一時期は、渋谷東宝会館が老朽化による再開発（後の「渋東シネタワー」）のため東宝洋画系作品（主に日比谷スカラ座系）を上映していた。1990年代はいわゆる渋谷系シネマの旗手的シアターとして若者文化を担った。1993年に西武百貨店より東京テアトルに移管。2011年2月27日に閉館し25年余の歴史に幕を下ろした。閉館後は2011年7月に施設を改装してイベントホール「CBGKシブゲキ!!」が開館している。
また、シネセゾン渋谷と同フロアには松竹系の映画館「渋谷ピカデリー」（旧「渋谷松竹セントラル」）があったが、シネセゾン渋谷より早く2009年1月30日に閉館している。
津田沼テアトルシネパーク
千葉県船橋市。津田沼パルコB館。
1985年11月開館。315席。1993年にパルコより東京テアトルに移管。経営効率化を目的とし、2010年2月28日にテナント契約満了をもって閉館。跡地は「津田沼献血ルーム」となっている。
テアトルタイムズスクエア
東京都渋谷区千駄ヶ谷5丁目、タカシマヤタイムズスクエア12階
日本初のIMAX封切館だった「東京アイマックス・シアター」をリニューアルして2002年4月27日開館、344席、オープニング作品は『DOG STAR』。3フロアの吹き抜け構造に8.5m×16mのスクリーンという「大きなミニシアター」で、『マーサの幸せレシピ』、『Kissingジェシカ』、『WATARIDORI』など個性的な作品を上映していたが、シネコンとの競合が顕著になり、経営効率化のため契約満了をもって2009年8月30日に閉館した。跡地の一部に料理教室「ABCクッキングスタジオ」が入っている。
水戸テアトル西友
茨城県水戸市三の丸1丁目、LIVIN水戸店6階。
1988年4月、水戸西武の「駅近」ヘの増築にあわせて開館した映画館で、座席数は、シアター1が84席、シアター2が260席。オープニング作品は『太陽の帝国』。東宝系の作品がメインだが、ミニシアター系の作品も上映した。1993年に西友より東京テアトルに移管。2000年西武からLIVIN水戸店となる。2005年から水戸市内ヘのシネコンの進出が相次いだ（TOHOシネマズ水戸内原、シネプレックス水戸 - 現・ユナイテッド・シネマ水戸）影響で観客数が大幅に減少、特集上映を組むなど対策を講じたが、経営の合理化も重なり、2008年8月31日をもって閉館。最終上映作品は『ニュー・シネマ・パラダイス』。これで館名に「西友」を冠した映画館はすべて消滅した。2009年3月31日にはLIVIN水戸店も閉店し、建物は解体され空き地となっている。
厚木テアトルシネパーク
神奈川県厚木市中町2丁目。厚木パルコ9階
1994年3月オープン。3スクリーン・383席。主に東宝系列の邦画・洋画を中心に上映されていた。1993年にパルコより東京テアトルに移管。厚木パルコの閉店に伴い、2008年2月24日『オリヲン座からの招待状』の上映を最後に閉館。
厚木パルコ閉店後は、厚木市が所有する「アミューあつぎ」として運営され、映画館は「アミューあつぎ映画.comシネマ」→「あつぎのえいがかんkiki」と変遷している。
テアトル池袋2・テアトル池袋（2代目）
東京都豊島区南池袋1丁目、南池袋共同ビル8階
1980年12月20日、「テアトル池袋2」として開館。座席数は162席。1982年頃「テアトル池袋」に改称。オープン時は名画座だったが、1989年以降、アニメ映画やアジア映画など、メジャー系の邦画・洋画からインディーズ系邦画まで様々な作品を上映した。池袋ジョイシネマ閉館後の一時期は東宝洋画系（主に日劇プラザ系）の作品を、最末期には渋谷東急系の作品をメインに上映していた。
業績不振などの事情により2006年8月31日をもって閉館。最終日はアニメ映画『時をかける少女』を上映後、細田守監督などのトークショーが行われた。建物は「Gビル南池袋01」として現存。この劇場でのアニメ映画路線は、2009年にリニューアルしたテアトルダイヤに継承されたが、同館も2011年に閉館した。
前橋テアトル西友
群馬県前橋市千代田町5丁目。WALK前橋の3階
1987年9月、前橋西武WALK館の開店とともにオープン。シアター1（56席）、シアター2（152席）。ハリウッド大作からミニシアター系作品まで幅広く上映していた。1993年に西友から東京テアトルに移管。WALK前橋の閉店に伴い2006年1月29日に閉館。跡地は2009年12月4日に市民団体「前橋芸術週間」によりミニシアター兼イベントホール「シネマまえばし」（後に前橋シネマハウス）がオープンした。
シネセゾン所沢
埼玉県所沢市、西武百貨店所沢店8階。
1986年4月1日に所沢西武の開店とともにオープン、180席。開館記念作品は『ローカル・ヒーロー／夢に生きた男』。当初は西武百貨店の直営だったが、1993年に東京テアトルに譲渡される。常に洋画とヒット予想の高い邦画を上映し「雨に濡れずに行ける映画館」として親しまれたが、観客数減少のため2003年5月28日に閉館、「ひっそり閉幕」などと報道された。跡地はイベントホール「所沢YTJホール（旧・ワルツホール）」として現存。
キネカ筑波
茨城県つくば市吾妻1丁目、西武百貨店筑波店6階
1985年3月、筑波西武6階に開店と同時に開館した2スクリーンを有する映画館で、座席数は1が96席、2が128席。1993年に西武百貨店より東京テアトルに移管。1994年には、高齢者・障害者の受け入れ態勢が評価され県知事から表彰されるなどしたが、2000年につくば市内にオープンしたシネコン（シネプレックスつくば）に押されて2001年9月10日に閉館した。跡地は2017年2月の西武閉店までは「つくば西武ホール」として維持されていたが、2021年建物が「トナリエつくばスクエア」としてリニューアルされた後はオフィス階の一部となっている。
ザ・モール春日井ドライブインシアター
愛知県春日井市六軒屋町、ザ・モール春日井東側駐車場
1982年8月、春日井西武に「シネファイ西武春日井ピット」としてオープンした130台収容のドライブインシアター。1992年、春日井西武はザ・モール春日井と改称。1993年に西友より東京テアトルに移管。2001年3月4日をもって閉館後は駐車場として維持されたが、2019年2月にザ・モール春日井が閉店。2021年10月、iias春日井としてリニューアルオープン後は新たな駐車場の一部となっている。
西友こてさしドライブインシアター
埼玉県所沢市小手指町1丁目、西友小手指店駐車場
1981年12月、「シネファイ西友こてさしピット」としてオープンした180台から150台収容のドライブインシアター。1993年に西友より東京テアトルに移管。2000年頃に閉館後は駐車場として維持されスクリーンも残っていたが、2023年10月に再開発のため西友が閉店した。
テアトル吉祥寺
東京都武蔵野市吉祥寺本町1丁目、吉祥寺パーキングプラザ地下1階。
1980年12月、立体駐車場兼商業施設の「吉祥寺パーキングプラザ」開業とともにオープン、213席。洋画2本立ての名画座ながらドルビーステレオの導入、ボディソニック席の設置など意欲的な館だった。ロードショー館に転向した後に松竹へ譲渡され、1995年頃「吉祥寺松竹」、1999年6月「吉祥寺ピカデリー」と改称、2000年5月21日をもって閉館した。跡地はラオックス吉祥寺店のAV機器売場を経てライブハウス「吉祥寺CLUB SEATA」となっている。（吉祥寺パーキングプラザ#撤退したテナントも参照）
光が丘テアトル西友
東京都練馬区光が丘5丁目。光が丘IMA内、光が丘西武（現：LIVIN光が丘店）3階。
1987年4月「緑の光線」でオープン。2スクリーン(165席、121席、計286席)。光が丘パークタウンのショッピングセンター内という立地からファミリー向け作品の上映が目立ち、人気作品の上映時には小学生が学校帰りにランドセルのまま来館する風景が見られた。また1988年のクリスマスに同年夏作品の『ぼくらの七日間戦争』の特別上映を実施（スクリーンは同ビル4FのIMAホール）し、光が丘在住の菅原浩志監督をはじめ、主演の宮沢りえ、菊池健一郎が舞台挨拶を行うなど、イベント企画も開催された。1993年に西友より東京テアトルに移管。2000年4月に閉館。
シネ・ヴィヴァン・六本木
東京都港区六本木6丁目。六本木WAVE地下1階
1983年1月に六本木WAVEと共に開館。開幕作品は「パッション」（監督：ジャン＝リュック・ゴダール）。運営は当初、西武百貨店、その後西友に移され、1993年に東京テアトルに移管。西武・西友時代には日本のミニシアターの草分け的存在としてヨーロッパを中心とするアート系作品を数多く上映した。1999年末に六本木地区再開発のため閉館。跡地は六本木ヒルズの「メトロハット」付近。
テアトル東京
東京都中央区銀座。
1955年11月3日に『七年目の浮気』の上映でオープン。シネラマや70mmの大画面に対応した映画館として、『ベン・ハー』『西部開拓史』『2001年宇宙の旅』『レッド・サン』『未知との遭遇』などのヒット作や大作を上映していたが、1981年10月31日『天国の門』の上映を最後に閉館。跡地は「コナミクリエイティブセンター銀座」となっている。
テアトル銀座
東京都中央区銀座。テアトル東京に併設。
テアトル池袋（旧）
テアトルダイヤ（旧）
東京都豊島区池袋一丁目・池袋東一丁目・東池袋1丁目
1956年12月、池袋地区初のテアトル系映画館として開業。テアトル池袋は1階で698席、東宝を上映、テアトルダイヤは地下で250席、邦画・洋画特選を上映した。1981年2月閉館。テアトルダイヤは改築後の「池袋ホテルテアトル」地下で再オープン、テアトル池袋の館名は南池袋の館に継承された。跡地は「ユニクロ池袋サンシャイン60通り店」などが入る商業施設「池袋グローブ」。
テアトルSS
東京都渋谷区円山町
1951年12月開館。定員座席数281。後述のテアトル渋谷、テアトルハイツと百軒店に「コの字状」に面して建てられていた。1974年閉館。現在の道玄坂2丁目、跡地は「スクエア渋谷パーキング」。
渋谷大映劇場
東京都渋谷区栄通一丁目
1953年11月開館の大映封切館(大映#主な上映館も参照)。1962年1月まで東京テアトルが運営していた。1971年頃閉館。現在の文化村通り沿い、宇田川町28、跡地は三善ビル(MEGAドン・キホーテ渋谷本店)。
テアトル渋谷
東京都渋谷区円山町
1947年12月開館、定員座席数771。1968年8月閉館。現在の道玄坂2丁目、跡地は「ライオンズマンション道玄坂」。
テアトルハイツ
東京都渋谷区円山町
1950年11月開館、定員座席数705。テアトル渋谷の筋向いに立地。1968年閉館、建物はボウリング場に転用された（渋谷テアトルボーリングセンター、1968年11月開場）。現在の道玄坂2丁目、跡地はマンション「サンモール道玄坂」。

#### 商業施設「PAT」
- PAT稲毛 - 千葉県千葉市稲毛区
- PAT坂戸 - 埼玉県坂戸市
  - 生鮮食料品を中心とした生活密着型モール。両店とも1998年に開店、2013年4月に閉店。

### 製作・配給に関わった映画作品
- 劇場版それいけ!アンパンマンシリーズ（1999年 - /監督：永丘昭典、矢野博之他[注 3]）
- クロエ（2001年/監督：利重剛）
- DOG STAR ドッグ・スター（2002年/監督：瀬々敬久）
- 犬猫（2004年/監督：井口奈己）
- 幸福のスイッチ（2006年/監督：安田真奈）
- パビリオン山椒魚（2006年/監督：冨永昌敬）
- 監督・ばんざい!（2007年/監督：北野武）
- 人のセックスを笑うな（2008年/監督：井口奈己）
- 南極料理人（2009年/監督：沖田修一）
- パンドラの匣（2009年/監督：冨永昌敬）
- 罪とか罰とか（2009年/監督：ケラリーノ・サンドロヴィッチ）
- 一枚のハガキ（2011年/監督：新藤兼人）
- 劇場版かいけつゾロリシリーズ（2012年 - /監督：岩崎知子[注 4]）
- ふがいない僕は空を見た（2012年/監督：タナダユキ）
- 花宵道中（2014年/監督：豊島圭介）
- そこのみにて光輝く（2014年/監督：呉美保）
- 百日紅〜Miss HOKUSAI〜（2015年/監督：原恵一）
- はなちゃんのみそ汁（2015年/監督：阿久根知昭）
- さよなら歌舞伎町（2015年/監督：廣木隆一）
- モヒカン故郷に帰る（2016年/監督：沖田修一）
- 猫なんかよんでもこない。（2016年/監督：山本透）
- 映画 きかんしゃトーマスシリーズ（2016年 - 2022年/監督：デヴィッド・ストーテン、ジョーイ・ソー他[注 5]）
- ふきげんな過去（2016年/監督：前田司郎）
- オーバー・フェンス（2016年/監督：山下敦弘）
- この世界の片隅に（2016年/監督：片渕須直）
- ビジランテ（2017年/監督：入江悠）
- 映画 夜空はいつでも最高密度の青色だ（2017年/監督：石井裕也）
- 海辺のリア（2017年/監督：小林政広）
- 泣き虫しょったんの奇跡（2018年/監督：豊田利晃）
- 素敵なダイナマイトスキャンダル（2018年/監督：冨永昌敬）
- 海を駆ける（2018年/監督：深田晃司）
- そらのレストラン（2019年/監督：深川栄洋）
- 旅のおわり世界のはじまり（2019年/監督：黒沢清）
- タロウのバカ（2019年/監督：大森立嗣）
- 影踏み（2019年/監督：篠原哲雄）
- 前田建設ファンタジー営業部（2020年/監督：英勉）
- あのこは貴族（2021年/監督：岨手由貴子）
- 花束みたいな恋をした（2021年/監督：土井裕泰）
- くれなずめ（2021年/監督：松居大悟）
- リクはよわくない（2021年/監督：荒川眞嗣）
- 私はいったい、何と闘っているのか（2021年/監督：李闘士男） - 日活と共同
- 映画 きかんしゃトーマスシリーズ（2Dアニメ版）（2023年 - /監督：キャンベル・ブライヤー他）

## 不動産関連事業
子会社の有限会社アイザックを通じて、レジャーホテルの運営も行っていたが、2016年1月10日をもって営業を終了。レジャーホテル事業から撤退した。
ホテル西洋銀座

1987年にセゾングループによって開業され、子会社（エイチ・エス・ジー）が運営。同じ建物に本社およびル テアトル銀座 by PARCOが入居していた。
2013年5月に営業終了、同年11月20日に子会社の特別清算開始。
跡地の建物はコナミの関連会社が取得。グループの拠点として、当初は改装のうえで活用する計画だったが、建替えへ変更されたのに伴い解体された。
池袋ホテルテアトル
映画館・テアトルダイヤと同じ池袋ビルの高層部にあるビジネスホテル。前述のとおり2011年5月31日の宿泊分をもって閉館した。

## 飲食店関連事業
2013年までキャバレーを運営していたが撤退。東京都心部でレストランや「西洋銀座」名称の中食・洋菓子店を数店舗出店しているほか、子会社の札幌開発により「串鳥」などの居酒屋を展開している。